# 雅克維爾省
5°9′N 4°24′W / 5.150°N 4.400°W

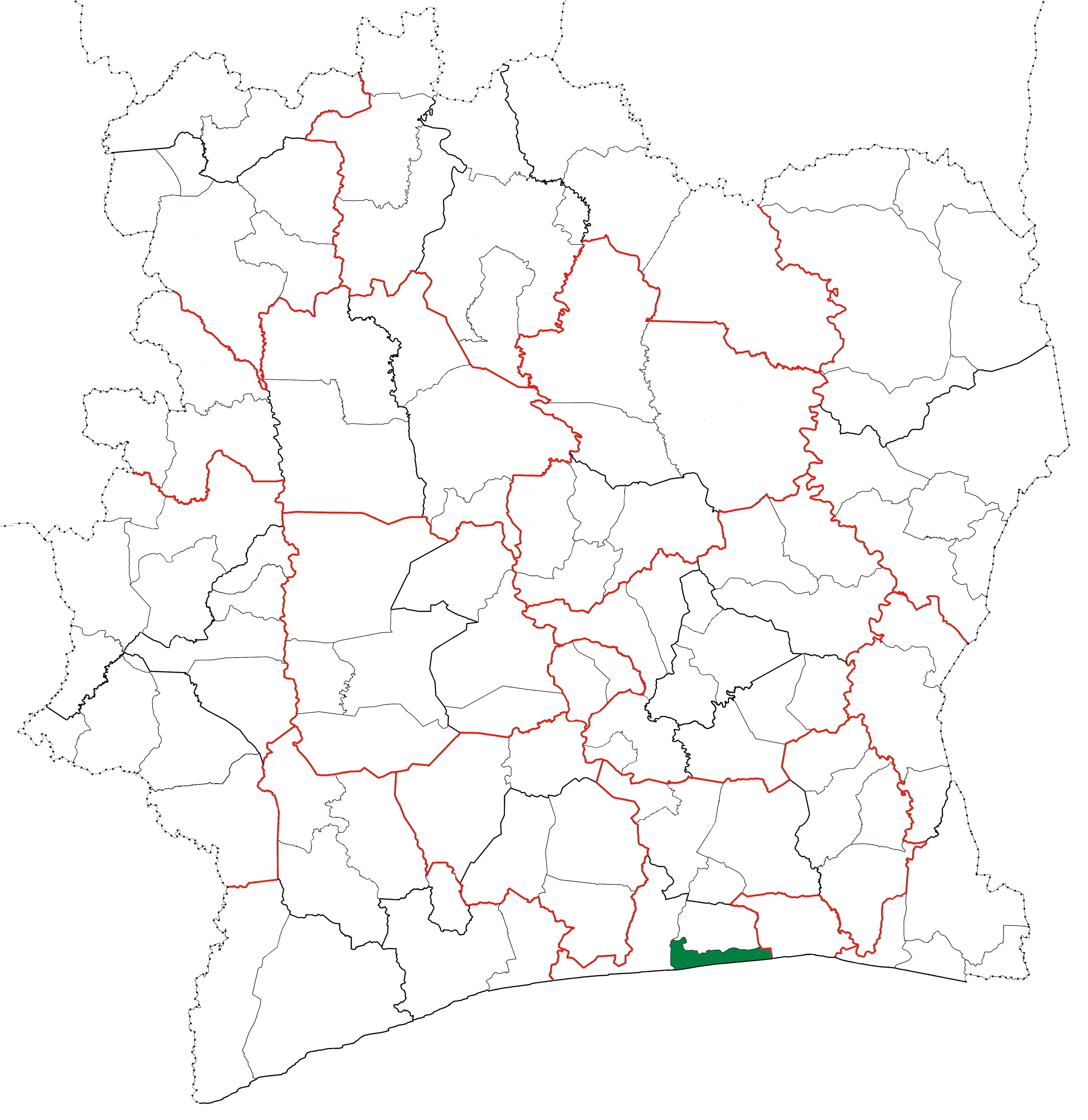

雅克維爾省（法語：Jacqueville），是科特迪瓦的省份，位於該國南部潟湖區，由大橋大區負責管轄，首府設於雅克維爾，成立於1998年，面積678平方公里，2014年人口56,308，人口密度每平方公里83人。